# Llista de medallistes olímpics d'esgrima (dones)
Aquesta és una llista dels medallistes olímpics d'esgrima en categoria femenina:

## Medallistes

### Floret individual
| Edició               | Or                  | Argent               | Bronze               |
| 1924 París           | Ellen Osiier        | Gladys Davis         | Grete Heckscher      |
| 1928 Amsterdam       | Helene Mayer        | Muriel Freeman       | Olga Oelkers         |
| 1932 Los Angeles     | Ellen Preis         | Judy Guinness        | Erna Bogáthy         |
| 1936 Berlín          | Ilona Elek          | Helene Mayer         | Ellen Preis          |
| 1948 Londres         | Ilona Elek          | Karen Lachmann       | Ellen Mueller        |
| 1952 Hèlsinki        | Irene Camber        | Ilona Elek           | Karen Lachmann       |
| 1956 Melbourne       | Guillian Sheen      | Olga Orbán           | Renee Garilhe        |
| 1960 Roma            | Heidi Schmid        | Valentina Rastvorova | Maria Vicol          |
| 1964 Tòquio          | Ildikó Rejtő        | Helga Mees           | Antonella Ragno      |
| 1968 Ciutat de Mèxic | Elena Novikova      | Pilar Roldán         | Ildikó Rejtő         |
| 1972 Múnic           | Antonella Ragno     | Ildikó Bóbis         | Galina Gorokhova     |
| 1976 Mont-real       | I. Schwarczenberger | Consolata Collino    | Yelena Belovs        |
| 1980 Moscou          | Pascale Trinquet    | Magda Maros          | B. Wysoczańska       |
| 1984 Los Angeles     | Luan Jujie          | Cornelia Hanisch     | Dorina Vaccaroni     |
| 1988 Seül            | Anja Fichtel        | Sabine Bau           | Zita Funkenhauser    |
| 1992 Barcelona       | Giovanna Trillini   | Wang Huifeng         | Tatyana Sadovskaya   |
| 1996 Atlanta         | Laura Badea         | Valentina Vezzali    | Giovanna Trillini    |
| 2000 Sydney          | Valentina Vezzali   | Rita Konig           | Giovanna Trillini    |
| 2004 Atenes          | Valentina Vezzali   | Giovanna Trillini    | Sylwia Gruchala      |
| 2008 Pequín          | Valentina Vezzali   | Nam Hyun-Hee         | Margherita Granbassi |
| 2012 Londres         | Elisa Di Francesca  | Arianna Errigo       | Valentina Vezzali    |
| 2016 Rio             | Inna Deriglazova    | Elisa Di Francisca   | Inès Boubakri        |
| 2020 Tòquio          | Lee Kiefer          | Inna Deriglazova     | Larisa Korobeynikova |

### Floret per equips
| Edició               | Or | Argent | Bronze                                                                                                   |
| 1960 Roma            | Unió SovièticaValentina Prudskova · Aleksandra Zabelina · Lyudmila Shishova · Tatyana Petrenko · Galina Gorokhova · Valentina Rastvorova | HongriaGyörgyi Szekely · Ildiko Rejto-Ujlaki · Magdolna Nyari-Kovacs · Katalin Juhasz-Nagy · Lidia Dömölki-Sakovics  | ItàliaBruna Colombetti · Velleda Cesari · Claudia Pasini · Irene Camber · Antonella Ragno-Lonzi          |
| 1964 Tòquio          | HongriaKatalin Juhasi · Ildikó Ujlaki · Lidia Dömölki · Judit Agoston · Paula Marosi                                                     | Unió SovièticaLyudmila Shishova · Galina Gorokhova · Tatyana Petrenko · Valentina Prudskova · Valentina Rastvorova   | AlemanyaHelga Mees · Rosemarie Scherberger · Heidi Schmid · Gudrun Theuerkauff                           |
| 1968 Ciutat de Mèxic | Unió SovièticaAleksandra Zabelina · Tatyana Petrenko · Elena Novikova · Galina Gorokhova · Svetlana Chirkova                             | HongriaLidia Dömölki · Ildiko Bobis · Ildiko Rejto · Maria Jarmy · Paula Marosi                                      | RomaniaEcaterina Iencic · Ileana Gyulai · Maria Vicol · Olga Orban · Ana Dersidan                        |
| 1972 Múnic           | Unió SovièticaElena Novikova · Galina Gorokhova · Tatyana Petrenko · Aleksandra Zabelina · Svetlana Chirkova                             | HongriaIldiko Bobis · Ildiko Rejtö-Ujlaki · Ildiko Schwarczenberger · Maria Gulacsi-Szolnoki · Ildiko Matuscak-Ronay | RomaniaIleana Gyulai · Ana Dersidan · Ecaterina Clara Iencic · Olga Orban-Szabo                          |
| 1976 Mont-real       | Unió SovièticaElena Novikova · Olga Knyazeva · Valentina Sidorova · Nailia Gilizova · Valentina Nikonova                                 | FrançaBrigitte Latrille · Brigitte Gapais · Christine Muzio · Veronique Trinquet · Claudette Herbster                | Hongria Ildiko Schwarczenberger · Edit Kovacs · Magda Maros · Ildiko Rejtö · Ildiko Bobis · Anne Meygret |
| 1980 Moscou          | FrançaBrigitte Latrille-Gaudin Pascale Trinquet Isabelle Begard Veronique Brouquier Christine Muzio                                      | Unió SovièticaValentina Sidorova · Nailia Giliazova · Elena Novikova-Belova · Irina Ushakova · Larisa Tsagaraeva     | HongriaIldikó Schwarczenberger · Magda Maros · Gertrúd Stefanek · Zsuzsanna Szőcs · Edit Kovács          |
| 1984 Los Angeles     | RFAUte Kircheis-Wessel · Christiane Weber · Cornelia Hanisch · Sabine Bischoff · Zita Funkenhauser                                       | RomaniaAurora Dan · Monica Weber · Rozalia Oros · Marcela Modovan · Elisabeta Guzganu                                | FrançaLaurence Modaine · Pascale Trinquet · Brigitte Latrille · Veronique Brouquier · Anne Meygret       |
| 1988 Seül            | RFASabine Bau · Anja Fichtel · Zita Funkenhauser · Anette Klug · Christiane Weber                                                        | ItàliaFrancesca Bortolozzi · Annapia Gandolfi · Lucia Traversa · Dorina Vaccaroni · Margherita Zalaffi               | HongriaZsuzsanna Janosi · Edit Kovacs · Gertrud Stefanek · Zsuzsa Szocs · Katalin Tuschak                |
| 1992 Barcelona       | ItàliaDiana Bianchedi · Francesca Bortolozzi · Giovanna Trillini · Dorina Vaccaroni · Margherita Zalaffi                                 | AlemanyaSabine Bau · Zita Funkenhauser · Annette Dobmeier · Anja Fichtel-Mauritz · Monika Weber-Koszto               | RomaniaReka Szabo-Lazar · Claudia Grigorescu · Elisabeta Tufan · Laura Badea · Roxana Dumitrescu         |
| 1996 Atlanta         | ItàliaFrancesca Bortolozzi · Giovanna Trillini · Valentina Vezzali                                                                       | RomaniaLaura Badea · Reka Szabo · Roxana Scarlat                                                                     | AlemanyaAnja Mauritz · Sabine Bau · Monika Weber                                                         |
| 2000 Sydney          | Itàlia Diana Bianchedi · Annamaria Giacometti · Giovanna Trillini · Valentina Vezzali                                                    | PolòniaSylwia Gruchała · Magdalena Mroczkiewicz · Anna Rybicka · Barbara Wolnicka                                    | AlemanyaSabine Bau · Rita Koenig · Gesine Schiel · Monika Weber                                          |
| 2004 Atenes          | No fou inclòs en el programa olímpic | No fou inclòs en el programa olímpic                                                                                 | No fou inclòs en el programa olímpic                                                                     |
| 2008 Pequín          | RússiaSvetlana Boiko · Aida Chanayeva · Viktoria Nikishina · Yevgeniya Lamonova                                                          | Estats UnitsEmily Cross · Hanna Thompson · Erinn Smart                                                               | ItàliaValentina Vezzali · Giovanna Trillini · Margherita Granbassi · Ilaria Salvatori                    |
| 2012 Londres         | ItàliaArianna Errigo · Elisa Di Francisca · Ilaria Salvatori · Valentina Vezzali                                                         | RússiaInna Deriglazova · Larisa Korobeynikova · Aida Shanaeva · Kamilla Gafurzianova                                 | Corea del SudNam Hyun-Hee · Jeon Hee-Sook · Jung Gil-Ok · Oh Ha-Na                                       |
| 2016 Rio             | No fou inclòs en el programa olímpic | No fou inclòs en el programa olímpic                                                                                 | No fou inclòs en el programa olímpic                                                                     |
| 2020 Tòquio          | ROCInna Deriglazova Larisa Korobeynikova Marta Martyanova Adelina Zagidullina                                                            | FrançaAnita Blaze · Astrid Guyart · Pauline Ranvier · Ysaora Thibus                                                  | ItàliaMartina Batini · Erica Cipressa · Arianna Errigo · Alice Volpi                                     |

### Espasa individual
| Edició       | Or               | Argent                 | Bronze                |
| 1996 Atlanta | Laura Flessel    | Valerie Barlois        | Györgyi Szalay        |
| 2000 Sydney  | Tímea Nagy       | Gianna Hablützel-Bürki | Laura Flessel-Colovic |
| 2004 Atenes  | Tímea Nagy       | Laura Flessel-Colovic  | Maureen Nisima        |
| 2008 Pequín  | Britta Heidemann | Ana Maria Brânză       | Ildikó Mincza-Nébald  |
| 2012 Londres | Yana Shemyakina  | Britta Heidemann       | Yujie Sun             |
| 2016 Rio     | Emese Szász      | Rossella Fiamingo      | Sun Yiwen             |
| 2020 Tòquio  | Sun Yiwen        | Ana Maria Popescu      | Katrina Lehis         |

### Espasa per equips
| Edició       | Or                                                                           | Argent                                                                   | Bronze                                                                          |
| 1996 Atlanta | FrançaLaura Flessel · Sophie Moresee · Valerie Barlois                       | ItàliaLaura Chiesa · Elisa Uga · Margherita Zalaffi                      | RússiaMaria Mazina · Yuliya Garayeva · Karina Aznavuryan                        |
| 2000 Sydney  | RússiaKarina Aznavourian · Oxana Ermakova · Tatiana Logounova · Maria Mazina | SuïssaGianna Habluetzel · Sophie Lamon · Diana Romagnoli · Tabea Steffen | R.P. de la XinaLi Na · Liang Qin · Liu Yingqing · Yang Shaoqi                   |
| 2004 Atenes  | RússiaKarina Aznavourian · Oxana Ermakova · Tatiana Logounova · Anna Sivkova | AlemanyaClaudia Bokel · Imke Duplitzer · Britta Heidemann                | FrançaSarah Daninthe · Laura Flessel-Colovic · Hajnalka Kiraly · Maureen Nisima |
| 2008 Pequín  | No fou inclòs en el programa olímpic                                         | No fou inclòs en el programa olímpic                                     | No fou inclòs en el programa olímpic                                            |
| 2012 Londres | R.P. de la XinaSun Yujie · Xu Anqi · Li Na · Luo Xiaojuan                    | Corea del SudShin A-Lam · Choi In-Jeong · Jung Hyo-Jung · Choi Eun-Sook  | Estats UnitsCourtney Hurley · Kelley Hurley · Maya Lawrence · Susie Scanlan     |
| 2016 Rio     | RomaniaLoredana Dinu · Simona Gherman · Simona Pop · Ana Maria Brânză        | R.P. de la XinaHao Jialu · Sun Yiwen · Sun Yujie · Xu Anqi               | RússiaOlga Kochneva · Violetta Kolobova · Tatiana Logunova · Lyubov Shutova     |
| 2020 Tòquio  | EstòniaJulia Beljajeva · Irina Embrich · Erika Kirpu · Katrina Lehis         | Corea del SudChoi In-jeong · Kang Young-mi · Lee Hye-in · Song Se-ra     | ItàliaRossella Fiamingo · Federica Isola · Mara Navarria · Alberta Santuccio    |

### Sabre individual
| Edició       | Or                | Argent         | Bronze        |
| 2004 Atenes  | Mariel Zagunis    | Tan Xue        | Sada Jacobson |
| 2008 Pequín  | Mariel Zagunis    | Sada Jacobson  | Rebecca Ward  |
| 2012 Londres | Jiyeon Kim        | Sofya Velikaya | Olga Kharlan  |
| 2016 Rio     | Iana Egorian      | Sofya Velikaya | Olga Kharlan  |
| 2020 Tòquio  | Sofia Pozdniakova | Sofya Velikaya | Manon Brunet  |

### Sabre per equips
| Edició       | Or                                                                          | Argent                                                                    | Bronze                                                                           |
| 2008 Pequín  | UcraïnaOlha Zhovnir · Olga Kharlan · Halyna Pundyk · Olena Khomrova         | R.P. de la XinaBao Yingying · Huang Haiyang · Ni Hong · Tan Xue           | Estats UnitsSada Jacobson · Becca Ward · Mariel Zagunis                          |
| 2012 Londres | No fou inclòs en el programa olímpic                                        | No fou inclòs en el programa olímpic                                      | No fou inclòs en el programa olímpic                                             |
| 2016 Rio     | RússiaSofia Velikaya · Iana Egorian · Ekaterina Dyachenko · Iulia Gavrilova | UcraïnaOlha Kharlan · Olena Kravatska · Alina Komashchuk · Olena Voronina | Estats UnitsMonica Aksamit · Ibtihaj Muhammad · Dagmara Wozniak · Mariel Zagunis |
| 2020 Tòquio  | ROCOlga Nikitina Sofia Pozdniakova Sofya Velikaya                           | FrançaSara Balzer · Cécilia Berder · Manon Brunet · Charlotte Lembach     | Corea del SudKim Ji-yeon · Yoon Ji-su · Seo Ji-yeon · Choi Soo-yeon              |